# 一色町養ケ島
一色町養ケ島（いっしきちょうよがしま）は、愛知県西尾市の地名。

## 地理

### 学区
- 公立高等学校 - 三河学区
- 公立中学校 - 西尾市立一色中学校[WEB 6]
- 公立小学校 - 西尾市立一色西部小学校[WEB 6]

## 歴史

### 町名の由来
「与え喜ぶ」意の与賀島が養賀島を経て、養ケ島となったという説と、赤羽村の農民が開拓したことから、「赤羽村を養う」意の養賀島が養ケ島となったとする説があるという。

### 人口の変遷
国勢調査による人口および世帯数の推移。
| 1995年（平成7年）  | 66世帯 288人 |  |
| 2000年（平成12年） | 65世帯 271人 |  |
| 2005年（平成17年） | 75世帯 265人 |  |
| 2010年（平成22年） | 75世帯 255人 |  |
| 2015年（平成27年） | 78世帯 243人 |  |
| 2020年（令和2年）  | 70世帯 211人 |  |

### 沿革
- 永禄年間 - 三河国幡豆郡赤羽村の農民次郎左衛門と五助の手により、同村内の旧弓取川の州を開拓したのがはじまり[1]。
- 正保3年 - 西尾藩主井伊氏により、一村として認められ独立[1]。
- 1889年（明治22年） - 栄生村大字養ケ島となる[2]。
- 1906年（明治39年） - 一色村大字養ケ島となる[2]。
- 1923年（大正12年） - 一色町大字養ケ島となる[2]。

### WEB
1. ↑  “愛知県西尾市の町丁・字一覧”.   人口統計ラボ. 2023年12月31日閲覧。
2. 1 2  総務省統計局 (2022年2月10日). “令和2年国勢調査の調査結果(e-Stat) - 男女別人口，外国人人口及び世帯数－町丁・字等” (CSV). 2023年8月2日閲覧。
3. ↑  “読み仮名データの促音・拗音を小書きで表記するもの(zip形式) 愛知県” (zip).   日本郵便 (2024年2月29日). 2024年3月26日閲覧。
4. ↑  “市外局番の一覧” (PDF).   総務省 (2022年3月1日). 2022年3月22日閲覧。
5. ↑  “ナンバープレートについて”.   一般社団法人愛知県自動車会議所. 2024年1月21日閲覧。
6. 1 2  西尾市教育委員会事務局 学校教育課 (2023年6月2日). “小中学校の通学区域” (PDF).   西尾市. 2024年4月11日閲覧。
7. ↑  総務省統計局 (2014年3月28日). “平成7年国勢調査の調査結果(e-Stat) - 男女別人口及び世帯数 －町丁・字等” (CSV). 2021年7月20日閲覧。
8. ↑  総務省統計局 (2014年5月30日). “平成12年国勢調査の調査結果(e-Stat) - 男女別人口及び世帯数 －町丁・字等” (CSV). 2021年7月20日閲覧。
9. ↑  総務省統計局 (2014年6月27日). “平成17年国勢調査の調査結果(e-Stat) - 男女別人口及び世帯数 －町丁・字等” (CSV). 2021年7月21日閲覧。
10. ↑  総務省統計局 (2012年1月20日). “平成22年国勢調査の調査結果(e-Stat) - 男女別人口及び世帯数 －町丁・字等” (CSV). 2021年7月21日閲覧。
11. ↑  総務省統計局 (2017年1月27日). “平成27年国勢調査の調査結果(e-Stat) - 男女別人口及び世帯数 －町丁・字等” (CSV). 2021年7月21日閲覧。

### 書籍
1. 1 2 3  「角川日本地名大辞典」編纂委員会 1989, p. 1387.
2. 1 2 3  「角川日本地名大辞典」編纂委員会 1989, p. 1388.